# Christina Watches-Kuma
Christina Watches-Kuma ist ein ehemaliges dänisches Radsportteam aus Herning, das Ende 2010 gegründet wurde und in der Saison 2011 als Continental Team an den Start ging.
Teameigentümerin war die Uhrenhändlerin Christina Hembo, die 2010 die Lizenz des dänischen Continental Teams Stenca Trading erwarb und auch die meisten Fahrer dieses Teams für Christina Watches verpflichtete. Das Team wurde um den dänischen Radsportstar Michael Rasmussen aufgebaut, der als Kapitän fungierte. Als Sportlicher Leiter fungierte Bo Hamburger. Christina Hembo gab als Ziel an, bis spätestens 2016 bei der Tour de France starten zu wollen. Zum Ablauf der Saison 2014 wurde das Team aufgelöst, nachdem sich die Sponsoren entschieden hatten, stattdessen ein Handballteam zu erwerben und zu sponsern.

## Saison 2014

### Erfolge in der UCI Europe Tour
Bei den Rennen der UCI Europe Tour im Jahr 2014 gelangen dem Team nachstehende Erfolg.
| Datum    | Rennen                                       | Kat. | Sieger                 |
| -------- | -------------------------------------------- | ---- | ---------------------- |
| 10. Mai  | 2. Etappe Szlakiem Grodów Piastowskich       | 2.1  | Asbjørn Kragh Andersen |
| 11. Mai  | 3. Etappe Szlakiem Grodów Piastowskich (EZF) | 2.1  | Stefan Schumacher      |
| 13. Juni | 3. Etappe Tour de Beauce (EZF)               | 2.2  | Stefan Schumacher      |

### Zugänge – Abgänge
| Zugänge                        | Team 2013                    | Abgänge                                   | Team 2014                   |
| ------------------------------ | ---------------------------- | ----------------------------------------- | --------------------------- |
| Mattia Gavazzi                 | Androni Giocattoli-Venezuela | Jordan Kerby                              | Drapac Professional Cycling |
| Jake Tanner                    | Doltcini-Flanders            | Sebastian Balck                           | FireFighters Upsala CK      |
| Alexander Kamp                 | Team Cult Energy             | Marc Hester                               | FireFighters Upsala CK      |
| Enrico Rossi                   | Meridiana Kamen Team         | Morten Høberg                             | FireFighters Upsala CK      |
| Fortunato Baliani              | Team Nippo-De Rosa           | Mitchell Lovelock-Fay                     | Avanti Racing Team          |
| Sebastian Forke                | Team NSP-Ghost               | Daniele Aldegheri                         | MG Kvis-Wilier              |
| Asbjørn Kragh Andersen         | Blue Water Cycling           | Frederik Wilmann                          | Team Ringeriks-Kraft        |
| Stefano Usai                   | Meridiana Kamen Team (2010)  | Eugert Zhupa                              | Zalf-Euromobil-Desirée-Fior |
| Jonathan Bellis                | ILLI-Bikes Cycling Team      | Angelo Furlan                             | Karriereende                |
| Marc Garby                     | Neoprofi                     | Francisco José Pacheco                    | Karriereende                |
| Jonas Poulsen                  | Neoprofi                     | Simon Bigum                               | Unbekannt                   |
| Emil Wang                      | Neoprofi                     | Martin Pedersen                           | Unbekannt                   |
| Daniel Domínguez (ab 25. Juli) | Doltcini-Flanders            | Mattia Gavazzi (bis 20. Juni)             | Amore & Vita-Selle SMP      |
|                                |                              | Fortunato Baliani (bis 1. Juli)           | Unbekannt                   |
|                                |                              | Asbjørn Kragh Andersen (bis 9. September) | Unbekannt                   |

### Mannschaft
| Name                | Geburtstag        | Nationalität           | Team 2015             |
| ------------------- | ----------------- | ---------------------- | --------------------- |
| Jonathan Bellis     | 16. August 1988   | Vereinigtes Königreich | One Pro Cycling       |
| Daniel Domínguez    | 16. Juni 1985     | Spanien                |                       |
| Sebastian Forke     | 13. März 1987     | Deutschland            | Karriereende          |
| Marc Garby          | 2. Juni 1991      | Dänemark               | Team Idea             |
| Alexander Kamp      | 14. Dezember 1993 | Dänemark               | Team ColoQuick        |
| Jonas Poulsen       | 3. April 1995     | Dänemark               |                       |
| Enrico Rossi        | 5. Mai 1982       | Italien                | Karriereende          |
| Stefan Schumacher   | 21. Juli 1981     | Deutschland            | CCC Sprandi Polkowice |
| Jimmi Sørensen      | 7. November 1990  | Dänemark               | Team ColoQuick        |
| Jake Tanner         | 6. November 1991  | Vereinigtes Königreich | Team 3M               |
| Stefano Usai        | 26. Oktober 1982  | Italien                |                       |
| Emil Wang           | 27. August 1995   | Dänemark               |                       |
| Constantino Zaballa | 15. Mai 1978      | Spanien                |                       |

## Platzierungen in UCI-Ranglisten
UCI Africa Tour
| Saison    | Mannschaftswertung | Fahrerwertung             |
| --------- | ------------------ | ------------------------- |
| 2011-2012 | -                  | -                         |
| 2013      | 4.                 | Constantino Zaballa (13.) |
| 2014      | -                  | -                         |

UCI America Tour
| Saison | Mannschaftswertung | Fahrerwertung            |
| ------ | ------------------ | ------------------------ |
| 2011   | -                  | -                        |
| 2012   | 24.                | Stefan Schumacher (58.)  |
| 2013   | -                  | -                        |
| 2014   | 36.                | Stefan Schumacher (285.) |

UCI Asia Tour
| Saison | Mannschaftswertung | Fahrerwertung             |
| ------ | ------------------ | ------------------------- |
| 2011   | -                  | -                         |
| 2012   | 3.                 | Stefan Schumacher (2.)    |
| 2013   | 19.                | Constantino Zaballa (30.) |
| 2014   | 79.                | Stefan Schumacher (417.)  |

UCI Europe Tour
| Saison | Mannschaftswertung | Fahrerwertung           |
| ------ | ------------------ | ----------------------- |
| 2011   | 37.                | Angelo Furlan (76.)     |
| 2012   | 44.                | Stefan Schumacher (33.) |
| 2013   | 44.                | Stefan Schumacher (88.) |
| 2014   | 85.                | Enrico Rossi (365.)     |